# هنري لويس دوهاميل دو مونسو
هنري لويس دوهاميل دو مونسو (بالفرنسية: Henri-Louis Duhamel du Monceau)‏ (و. 1700 – 1782 م) هو عالم نبات، ومهندس، وعالم حشرات، وفيزيائي، وكاتب من فرنسا . ولد في باريس . وكان عضواً في الجمعية الملكية، والأكاديمية الملكية السويدية للعلوم، والأكاديمية الفرنسية للعلوم، والأكاديمية الروسية للعلوم .
توفي في باريس ، عن عمر يناهز 82 عاماً.

## جوائز
حصل على جوائز منها:
- زمالة الجمعية الملكية.